# スターリングラード攻防戦
スターリングラード攻防戦（スターリングラードこうぼうせん、英語: Battle of Stalingrad, 1942年6月28日 - 1943年2月2日）は、第二次世界大戦の独ソ戦において、ソビエト連邦領内のヴォルガ川西岸に広がる工業都市スターリングラード（現ヴォルゴグラード）を巡り繰り広げられた、ドイツ、ルーマニア、イタリア、ハンガリー、およびクロアチアからなる枢軸軍とソビエト赤軍の戦いである。
スターリングラードは元来ドイツ軍のブラウ作戦における副次的目標の一つに過ぎなかったが、戦略上の要衝の地であったことに加え、時のソビエト連邦最高指導者ヨシフ・スターリンの名を冠した都市でもあったことから熾烈な攻防戦となり、史上最大の市街戦に発展、やがては日露戦争の奉天会戦や第一次世界大戦のヴェルダンの戦いを上回る動員兵力、犠牲者、ならびに経済損失をもたらす野戦に拡大した。
緒戦は枢軸軍側の優位に進み、市街地の90%以上を占領したものの、最終的にはソ連軍側の反攻により、ドイツ第6軍を主軸とする枢軸軍が包囲され、降伏した。独ソ戦の趨勢を決し、第二次世界大戦の全局面における決定的な転換点のひとつとなった。米国の軍史家イヴァン・ミュージカントはこの戦を「ミッドウェイ海戦、エル・アラメインの戦い、第三次ソロモン海戦」と同じく第二次世界大戦の転換点であると位置づけている。
死傷者数はソンムの戦いなどの第一次世界大戦の激戦を遥かに超える規模で、枢軸側が約85万人、ソビエト側が約120万人、計200万人前後と見積もられた。街は瓦礫の山と化し、開戦前に60万を数えた住民が終結時点でおよそ9800名にまで激減。第二次世界大戦最大の激戦、また13世紀の「バグダッド包囲殲滅戦」（モンゴル帝国）などと並ぶ人類全史上でも屈指の凄惨な軍事戦であったと目されている。

## 戦いの背景
バルバロッサ作戦に着手したドイツ軍は、1941年12月に首都モスクワの攻略タイフーン作戦を試みたが、補給の限界や冬季ロシアという気象条件に遭遇して失敗した。一方、モスクワ前面でのドイツ軍の敗退を過大評価したスターリンは、追い討ちをかけるべく反転攻勢を命じ、ソ連軍は1月にレニングラード（現・サンクトペテルブルク）からクリミア半島までの全戦線で攻勢をかけた。しかし、それは戦力や補給能力を超えたものであり、戦線に若干の凸凹をつけた程度で終わった。一方、ドイツ軍は大きな損害を出したものの、ノヴゴロド、スモレンスク、ハリコフ（ハルキウ）いった重要拠点を維持した。
1月の攻勢の結果、ハルキウの南方にはソ連軍の大きな突出部が形成されていた。雪解け期の間、独ソ両軍はさらなる戦略を検討したが、ソ連軍は突出部を利用して南北からハリコフを挟撃し、奪還するという春季攻勢を立案した。一方、ドイツ軍は夏季攻勢プランとして、ブラウ作戦を立案したが、その前の準備的作戦として、ソ連軍突出部を裁断するフレデリクス計画を策定していた。
両軍が次の展開に向けた動きを策定する中、先に作戦準備を完了したのはソ連軍で、南西方面軍（セミョーン・チモシェンコ元帥）は1942年5月、ハリコフ奪還を狙った春季攻勢を開始した。しかし、ドイツ軍の第6軍と第1装甲軍による突出部後方での南北からの挟撃により、突出部から前進したソ連軍の攻勢部隊は後方を遮断されて壊滅した（第二次ハリコフ攻防戦）。こうしてロシア南部戦域での独ソの軍事バランスはドイツ軍有利に傾き、ソ連軍はドン河を目指して撤退を開始することとなった。

### ブラウ作戦発動
ブラウ作戦の第一段階ではドン川西岸でソ連軍を撃破し、第二段階では、攻勢軸を2つに分け、一つはスターリングラード近郊でボルガ河に到達し、一つは、ロストフを通過して、コーカサス地方を南下して、マイコープ、グローズヌイ付近の油田を占領し、最終的にはバクー油田を占領するものであった。背景には、前年の対米宣戦を踏まえ、できるだけ早くソ連を降伏に追い込みたいというドイツの戦争指導部中枢の思惑があった。さらにコーカサスの占拠により、当時世界最大級だったバクー油田からの石油供給を断ち切ることでソ連の戦争継続能力に打撃を与え、降伏に追い込むことを図った。
そうした中、作戦準備の最終段階となっていた6月18日に、第23装甲師団（第40装甲軍団隷下）の首席作戦参謀ヨアヒム・ライヘル少佐が、ブラウ作戦の命令書を所持したまま軽飛行機で敵状偵察を行ったが、敵陣内で乗機が撃墜されたうえ、機密文書の回収に失敗するという事件が起きた。これは、師団長はもちろんのこと、第40装甲軍団長および参謀長までもが軍法会議にかかるほどの重大事件で、その不首尾にヒトラーは激怒したが、変更する時間的余裕がないため作戦はそのまま進められた。

### ヴォロネジでの停滞
南方軍集団は6月28日にクルスク方面からドン川に向かって南東に攻撃を開始した。まず、ドイツ第2軍と第4装甲軍、およびハンガリー第2軍が左翼となってドン川をめざし、30日には第6軍がドネツ川を渡って右翼を担った。第4装甲軍に属する第48装甲軍団は7月3日にドン川に達し、7月6日からイリューシン設計局の航空機工場があるヴォロネジを2個師団の兵力により攻撃した。
一方、ソ連軍はドイツ軍が危惧した通りライヘル少佐が携えていた命令書を確保していた。しかしスターリンは、ドイツ軍はヴォロネジからオリョール、さらにモスクワに向けて北上するだろうと考え、命令書を罠と判断する。これに基づき、フィリップ・ゴリコフ中将のブリャンスク方面軍は、ヴォロネジ市街地に拠点を構えて頑強に抵抗した。その結果、ドイツ第48装甲軍団は市街戦と補給に苦しみ、歩兵部隊の到着を得て7月13日にようやくヴォロネジを占領することができた。この影響で南方軍集団は足止めされ、ドン川下流の制圧に7月下旬までかかるが、その間にチモシェンコ元帥は残存兵力をドン川湾曲部、さらにその東方スターリングラードまで撤退させた。そもそも作戦の第一段階での目標は、ドン川西岸でソ連軍を捕捉し殲滅することだった。ドイツ軍はドン川東岸に侵攻することはできたものの、その間に得られた捕虜や鹵獲装備は思いのほか少なく、敵が秩序だった撤退を行っていることが推察された。ヴォロネジでの独ソ別々の思惑による停滞は、その後の展開に思わぬ影響を及ぼすこととなる。
こうしたおり、ヒトラーはドン川→コーカサス地方という二段構えの攻勢を想定していたブラウ作戦を、急きょ二方面同時攻勢に変更させた。7月7日、この指令に応じるかたちで南方軍集団は、ドネツ川沿いに進んでドン川を渡りカフカースの油田地帯を攻略する「A軍集団」（ヴィルヘルム・リスト元帥指揮。第17軍、第1装甲軍など）と、チモシェンコ元帥のソ連軍を追撃・撃破しつつドン河沿いに進み、さらにスターリングラードでヴォルガ川を封鎖するという「B軍集団」（フェードア・フォン・ボック元帥指揮。第2軍、第6軍、第4装甲軍、イタリア第8軍、ハンガリー第2軍、ルーマニア第3軍、ルーマニア第4軍）に分割される。撤退中のソ連軍を多方面で追撃しつつ占領域を広げるという方策だが、こうした兵力分割は、結果的に機動力の確保と補給を困難にさせた。

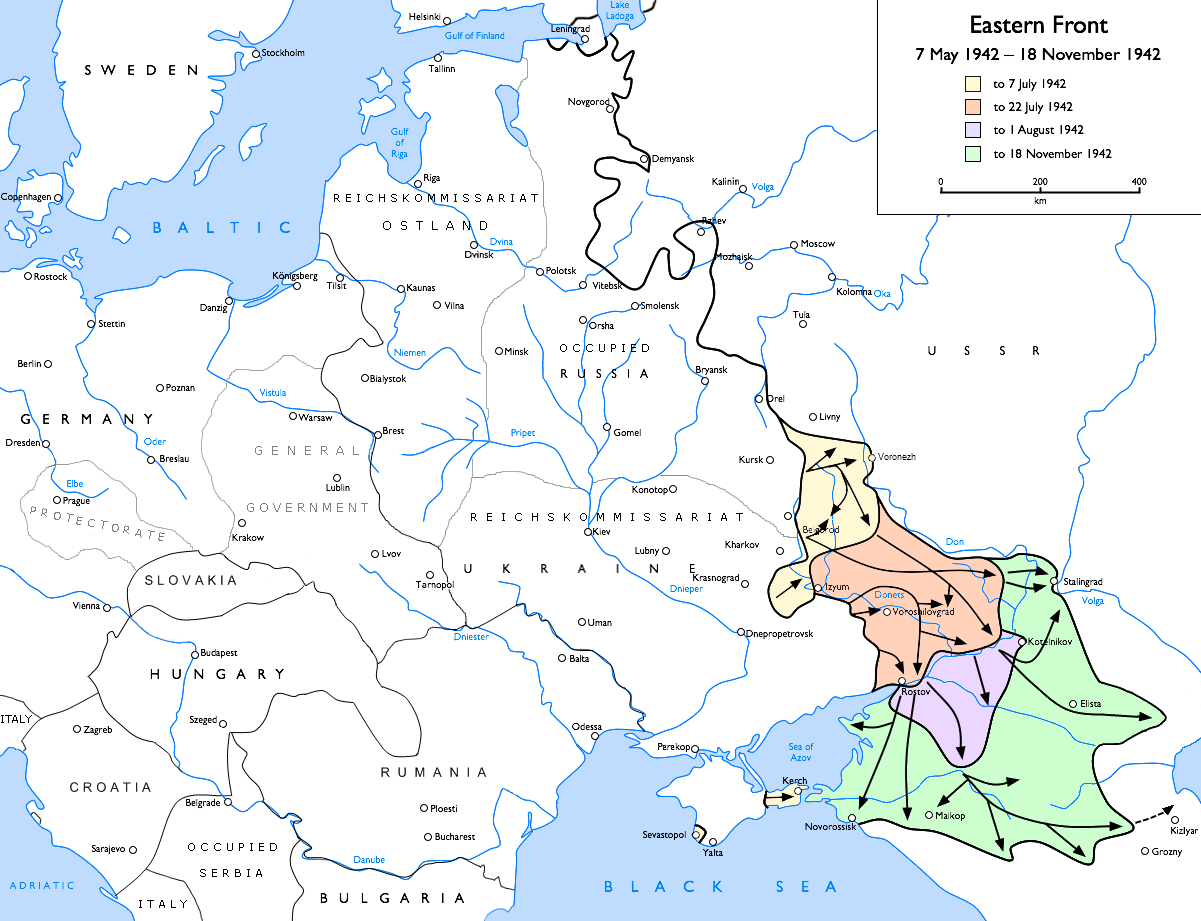
ドイツ軍の進撃。1942年5月から1942年11月にかけての前線の推移

### B軍集団
7月13日のヴォロネジ占領と同時に、B軍集団司令官のボック元帥は、ヴォロネジでの時間の空費を追及されて更迭となった。その後任としてヒトラーが任用したのは、第2軍司令官のマクシミリアン・フォン・ヴァイクス上級大将だった。また、ヒトラーは第4装甲軍（ヘルマン・ホト上級大将）に対し、ドン河方面での左翼から主力部隊を一旦離脱させ、A軍集団のドン河渡河を支援するため、ノヴォチェルカースク付近のドン河に向わせた。
しかし、スターリンが「一歩も下がるな！」とのスローガンをのちに発したことで有名な、ソ連国防人民委員令第227号を発出する契機となったほど、ロストフでのソ連軍の抵抗は微弱で、A軍集団は第4装甲軍の助力を必要とはしなかった。むしろ、この用兵は限られた数しかない進撃路での渋滞をもたらし、結果的には燃料と時間の浪費を生んだだけに終わった。

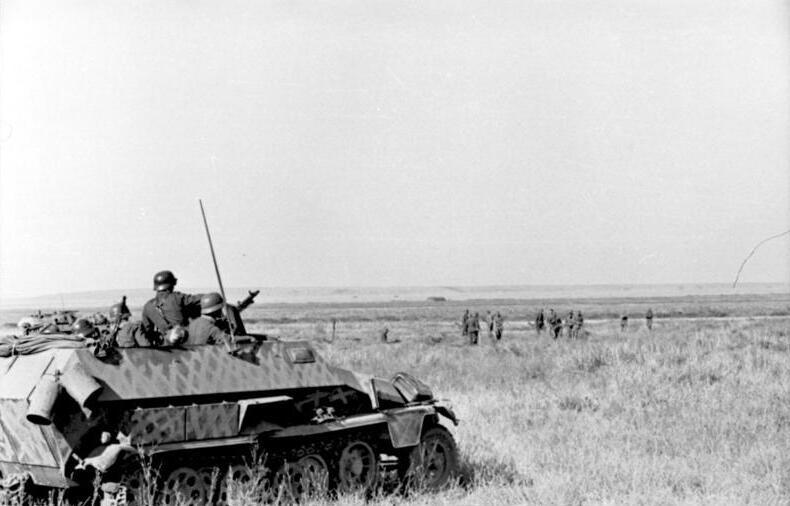
草原を進撃するドイツ軍

上述の通り、ドイツ軍がヴォロネジ占領に手こずる間、ソ連赤軍はチモシェンコ元帥の指揮のもと、スターリングラードに向けて計画的に後退した。これを追うドイツ軍は、夏の大草原（ステップ）で1年前を彷彿とさせる進撃を始めたが、前年と異なり捕虜や鹵獲した重装備はわずかであった。ともあれ、作戦の第一段階を達成したと認識したヒトラーは、7月23日に「総統指令第45号」を発した。
「総統指令第45号」は、A軍集団はバクー、B軍集団はスターリングラードと二つの重要都市の占領を命じ、さらに二つの軍集団の間を連携するため、第16自動車化歩兵師団をプロレタルスカヤからカルムイク自治共和国の首都エリスタを経てヴォルガ川河口、カスピ海沿岸のアストラハンに向かうよう命じている。ソ連軍がこの方面の防衛を放棄したため、ドイツ軍は無人に近い草原を難なく突破し、チベット仏教の寺院が建つエリスタを占領することができた。ドイツ兵たちは地の果てまで到達した感があった。しかし、アスタラハンに達するための補給は限界に達し、しかもソ連はバクーからカスピ海を経てアストラハンからヴォルガ川を遡行するという水運ルートとは別に、グリエフの港湾と鉄道を整備する別のカスピ海ルートをいち早く設定したため、アストラハンやスターリングラードを占拠されても、ソ連の命脈を絶つことにはならなかった。結局、第16自動車化歩兵師団の攻勢は無意味に終わった。
ともあれ、これらの命令で第4装甲軍は装甲師団と自動車化歩兵師団の主力が引き抜かれ、さらに燃料補給もA軍集団が優先されたため、スターリングラードへ向けた追撃は、ヴォロネシ攻略に続いて速度が鈍ってしまう。こうした錯綜は、追撃を免れたソ連軍に再編のための時間を提供する結果となった。
予想より早くロストフが陥落すると、ヒトラーは第4装甲軍主力を再びスターリングラード方面に向わせた。一方、セヴァストポリ包囲戦を終えてクリミア半島からケルチ海峡を渡ってA軍集団に加わる予定だったエーリッヒ・フォン・マンシュタイン元帥の第11軍に対しては、セヴァストポリ要塞攻略の経験を活かすことを目的にレニングラード戦線への移動を命じた。
こうした総統指令が相次ぐなか、8月7日になってドイツ第4装甲軍先鋒はスターリングラード南西130kmのコテリニコボに南側から回り込んだ。さらに翌8日、第6軍はドン川のカラチ鉄橋を占領し、攻勢の戦略拠点を確保した。しかし、スターリングラードへの本格的攻勢の開始は補給と兵力の集結を待たねばならなかった。

## 攻防戦の展開

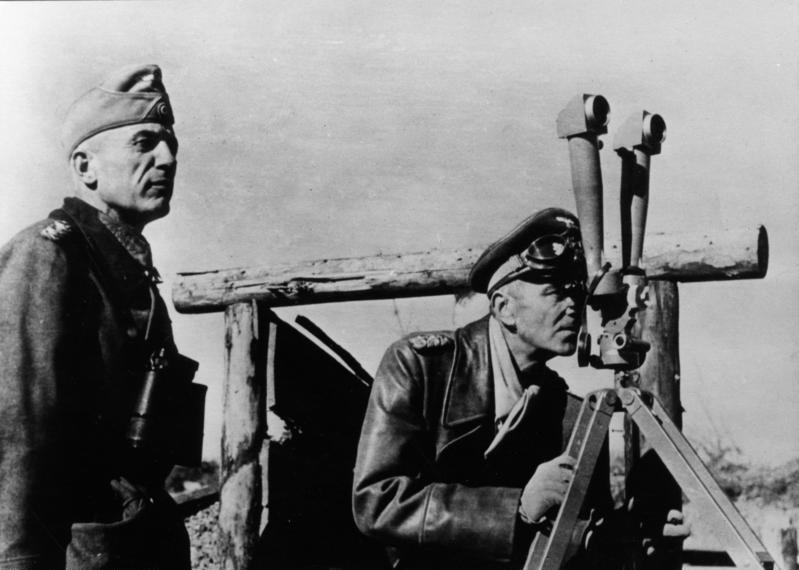
パウルス第6軍司令官とザイトリッツ大将（左）

フリードリヒ・パウルス大将率いる第6軍は、8月16日までにドン川西岸をすべて確保し、グスタフ・アントン・フォン・ヴィッテルスハイム歩兵大将のXIV装甲軍団とヴァルター・フォン・ザイトリッツ＝クルツバッハ砲兵大将のLI軍団を先頭に、スターリングラード市街に迫った。

### スターリングラードの価値
当時人口60万だったスターリングラード市は、ソ連邦最高指導者ヨシフ・スターリンが革命時のロシア内戦においてデニーキン将軍の白衛軍に勝利した記念地を都市名の由来としていたが、地理的に見た場合、ロシア南部でヴォルガ川がドン川に向かって最も西側に屈曲した地点にあり、ここを抑えることはコーカサスや黒海・カスピ海からロシア中心部に至る、水陸双方にわたる複数の輸送路を遮断することにつながった。さらに経済および国防の観点によるならば、スターリングラードは五カ年計画において重点的にモデル都市として整備された結果、国内屈指の製鉄工場である赤い10月製鉄工場、大砲を製造していたバリカドイ（バリケード）兵器工場、さらにスターリングラード・トラクター工場（別名ジェルジンスキー工場）など、ソ連にとって国家的に重要な大工場が存在する有数の工業都市へと発展していた。
特にスターリングラード・トラクター工場は、中戦車T-34の主要生産拠点であった。ドイツ軍装甲部隊に対抗可能な2種の新型戦車のうち、中戦車T-34はハリコフ機関車工場、重戦車KV-1はレニングラードのキーロフスキー工場が開発工場であり、主工場でもあったが、これらの工場はドイツ軍の進撃により疎開を強いられていた。その後、新たな戦車生産拠点となるクラスノエ・ソルモヴォ工場（ゴーリキー市）やハリコフ機関車工場の疎開先でもあるウラル戦車工場（ニジニ・タギル市）の操業が本格化する以前においては、スターリングラード・トラクター工場こそが、最も有力な主力戦車組立工場であった。
市内では、これら工場群の男女労働者や、未成年のコムソモール（共産主義青年同盟）団員で編成された、ソ連共産党に忠実な市民勢力による義勇兵のほか、ティモシェンコ元帥とともにドン川方面から組織的に撤退して再編された将兵、さらには前年以来ウクライナから逃れてきた難民も市内に収容されており、スターリングラードはロシア南部最後の拠点という性格を有していた。また、もしソ連赤軍が反撃に転じた場合は、ロストフ奪回の策源地にもなりえた。

### ドイツ軍の攻撃開始
8月23日、情報を与えられていなかったスターリングラード市民は通常と同じように日曜日の朝を迎えていた。しかしこの日、ゲルニカ爆撃以来、絨毯爆撃を主導してきたヴォルフラム・フォン・リヒトホーフェン上級大将の第4航空艦隊は、市街に対して航空機のべ2000機による、爆弾総量1000トンに上る猛爆撃を加え、続いてB軍集団が総攻撃を開始した。ここに150日におよぶ戦いの幕が開かれる。

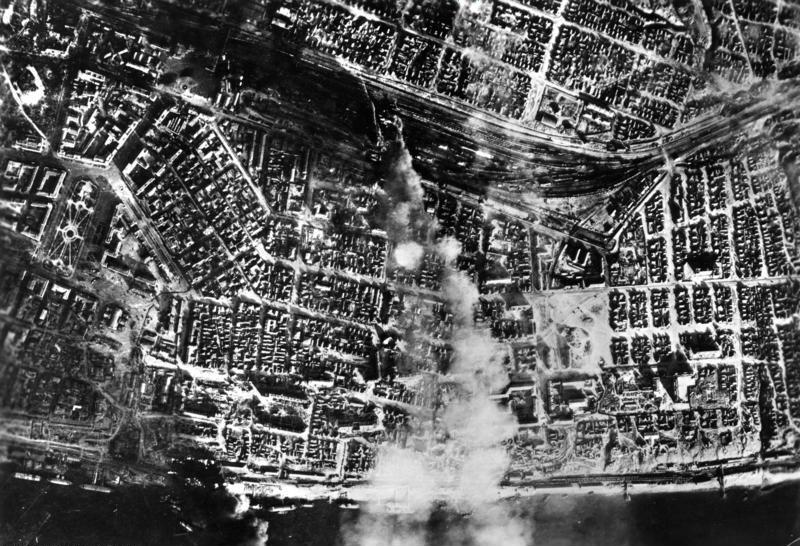
ドイツ軍機の爆撃に曝される市街地

まず、ヴィータースハイム大将指揮の第14装甲軍団は、早朝にドン川から出撃したハンス＝ヴァレンティーン・フーベ中将の第16装甲師団を先鋒に急進し、85mm高射砲を使ったトラクター工場の女性労働者たち（コムソモールの少女たちともいわれる）による抵抗を排除して、午後4時過ぎに市の北郊ルイノクで待望のヴォルガ河畔に達した。しかし、市街地への南下は阻止される。このほか、第6軍と第4装甲軍は連携して徐々に外郭防衛線を突き崩してスターリングラードを包囲していったが、本格的攻撃の再開は、A軍集団の側面支援に向かった第4装甲軍の主力部隊がスターリングラード方面での展開を終えるまで、3週間もずれ込んでしまった。この間、ドイツ空軍は連日のように猛烈な爆撃を加えて市街のほとんどを廃墟にするとともに、ヴォルガ川を航行する船舶にも昼夜にわたり砲撃と航空攻撃を加えている。ヒトラーもパウルスも、スターリングラードは数日の攻撃で陥落できると楽観的に考えていた。8月28日になってスターリンは非戦闘員の退去を許可したが、その間の爆撃で数万人の一般市民が犠牲となった。しかし、爆撃がもたらした廃墟と瓦礫は遮蔽物を形成し、ソ連赤軍将兵にとっての要塞となっていく。
スターリングラード防衛のため、7月12日にスターリングラード方面軍が編成され、チモシェンコ元帥が司令官に任命された。ただし、彼は5月のバルベンコボ攻勢の失敗を引きずっていたため、スターリンの判断によってすぐに安定した北西方面軍へ異動となり、ワシーリー・ゴルドフ中将が交代した。しかし、ゴルドフはドン川湾曲部の防衛戦で成果が上げられなかったために更迭され、8月1日にアンドレイ・エリョーメンコ大将が方面軍司令官となった。エリョーメンコは、2月に行われたデミャンスク包囲戦の際、第4打撃軍を指揮してトロペツを攻略中に重傷を負って入院中だったが、スターリンに懇願して前線に復帰した。エリョーメンコは着任するや、ドイツB軍集団の集中が遅れているのを活用し、ドン川西岸方面から撤収してきた各部隊を短期間に再編した。さらに市内の工場労働者や市民を部隊編成させ、対岸からも補給を受けて防衛線の構築に努めた。

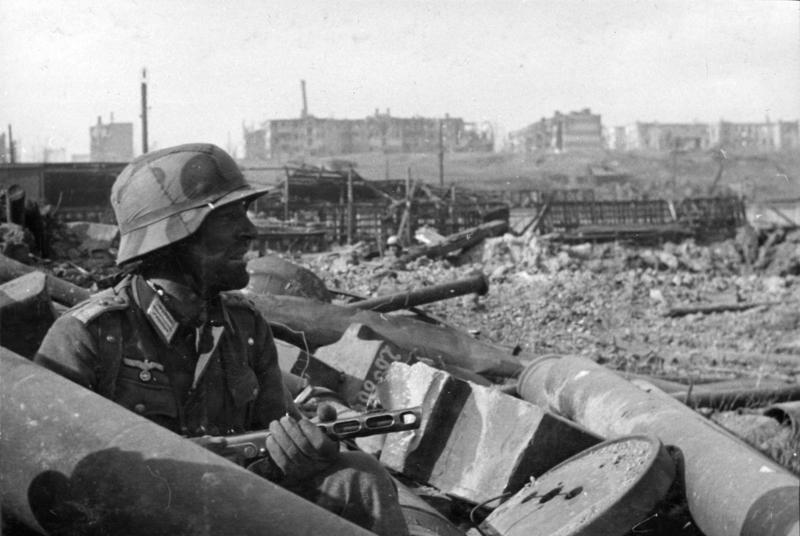
近接戦下のドイツ兵

スターリングラード市内における防衛の中心を担ったのは第62軍で、軍司令官はアントーン・ロパーチン中将であった。ロパーチンは前年におけるロストフの防衛戦に加え、ドン川からの撤退戦でも能力を発揮していた。しかし、戦線の相次ぐ崩壊で心身ともに消耗し、スターリングラード市街の防衛に悲観的になっていたため更迭され、代わりに、第64軍司令官代理のワシーリー・チュイコフ中将が9月12日に新たに司令官に任命された。また、参謀長には、後に対日参戦で活躍することとなるニコライ・クルイロフ少将が就いている。パウルスが司令部を戦場から離れた地点に置いたのに対し、チュイコフはつねに最前線近くに司令部を置いて指揮を行った。

### 総攻撃と市街戦突入

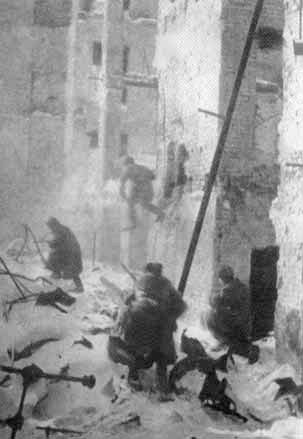
廃墟で戦うソ連兵

9月13日午前6時45分、第6軍は11個師団の兵力で、砲爆撃とともに、ツァリーツァ渓谷から市街地への突入を開始した。攻撃の重点が置かれたのは、官公庁やウニヴェルマーク・デパート、2つの駅とフェリー乗り場のある市街地南部だった。ヒトラーは当初、この戦闘は比較的早期に終結すると予想していたが、爆撃と火災により瓦礫の山と化した廃墟を効果的に使って防衛するソ連第62軍の抵抗に遭う。建物一つ、部屋一つを奪い合う市街戦は冬季にまでもつれ込んだ。ドイツ軍がコンクリートの塊となった廃墟に突入しても、ソ連兵は上階で頑強に抵抗し、完全に占拠しても地下道や下水道を使って逆襲をかけてきた。地下壕は発見されるや否や、負傷兵や避難民ごと火炎放射器で焼き尽くされたが、後方の建物や窪地、瓦礫の中にはソ連の狙撃兵がいつの間にか入り込んだ。狙撃兵は、なるべく高い階級の敵の将校、あるいは伝令や斥候、補給要員、工兵に照準を合わせ、集中的に狙った。こうした狙撃兵の中からは、シベリアから派遣されたパチェク大佐の第284狙撃師団に属し、149人のドイツ軍将兵を射殺してソ連邦英雄となるヴァシリ・ザイツェフのような人物も現れる。
悪臭や煙が充満する中で、風にまみれ、建物の影や穴、地下壕を這っての戦いは、ドイツ兵によって「ラッテン・クリーク」（ネズミ戦争）と揶揄された。一方、チュイコフたちは、ネズミを罠にかけるチーズの役割に徹することとなる。

### ドイツ軍の人事的混乱

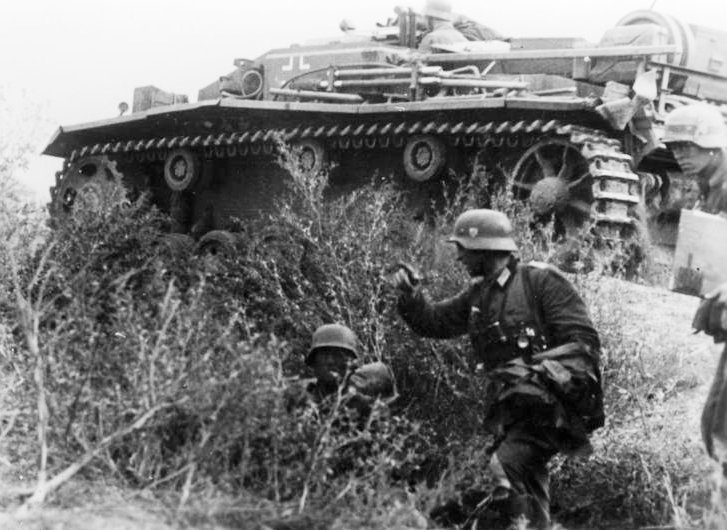
歩兵とIII号突撃砲

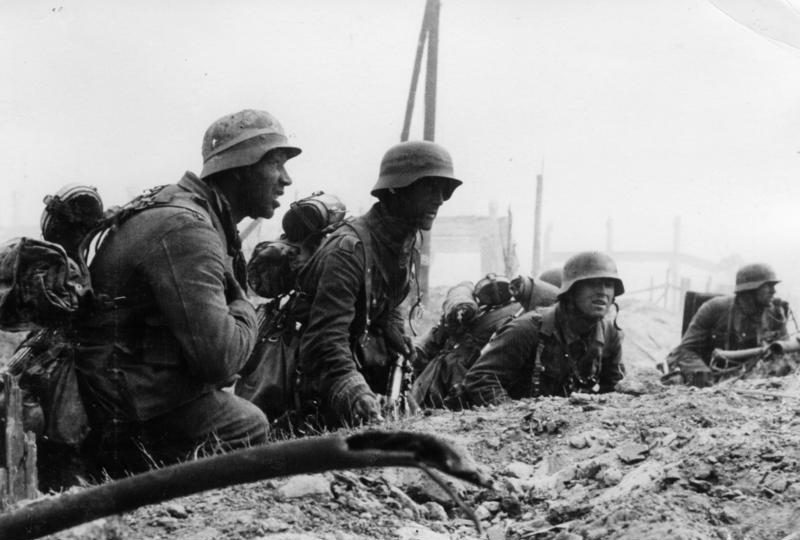
ドイツ軍の歩兵部隊（1942年9月23日）

9月に入って、ルジェフ付近における中央軍集団の正面ではソ連赤軍の新たな部隊が現れて散発的に攻撃を加えては後退するという現象が続き、冬季に向けて大規模な予備兵力が蓄積されつつある兆候が窺えた。陸軍総司令部 (OKH) 参謀総長フランツ・ハルダー上級大将はかねてよりヒトラーと意見が衝突していたが、上記のようなソ連赤軍の動きへの対応をめぐって両者は決裂し、9月24日にハルダーが更迭される。後任にはハルダーと違ってヒトラーに従順な、西部軍参謀長のクルト・ツァイツラー少将が、ドイツ陸軍史上最年少の47歳で大将に一足飛びに昇格した上任命された。
スターリングラードに攻め込んだドイツ第6軍は、決戦の勝利が間近であると確信していたヒトラーの命により、市街戦に装甲部隊や貴重な工兵部隊を惜しげもなく投入した。
装甲部隊は市街地には不向きである。市街地は車輛にとって死角が多く、速度・機動力が生かせないことから反撃する側からは格好の標的であり、近距離からの攻撃によって小さい火力でも効果的な攻撃を加えることができた。実際、瓦礫で身動きを奪われた戦車の多くが弱点である上面をさらし、上方からの対戦車銃や火炎瓶で攻撃され損害を出した。第14装甲軍団長のヴィータースハイム大将はこうした用兵に最初から異論を唱えていたが、ヒトラーの逆鱗に触れた結果、市街地突入翌日の9月14日に解任される。後任には、ヒトラーお気に入りの第16装甲師団長フーベ中将が当てられた。
一方、火炎放射器や爆薬を扱いなれた突撃工兵部隊は、こうした市街戦のプロフェッショナルであり、重点的に派遣された。しかし、ソ連軍狙撃兵にとって格好の標的となり、急速に数を減らしていった。
「手榴弾や拳銃の弾丸が届く50ヤード以内で敵と向かい合え」と抱擁戦を命令したチュイコフ中将が意図したように、両軍が狭い空間に入り乱れて対峙した結果、ドイツ軍は電撃戦の強さの秘訣であった小火器による弾幕、機甲部隊による機動、空軍によるユンカース急降下爆撃機からの効果的な支援を放棄してしまったとも言える。廃墟と化した都市の瓦礫のなかで敵と味方が近距離に相対する状況という市街戦は、第一次世界大戦の塹壕戦にも似た消耗戦となりドイツ軍の優位性が失われた状況で戦闘による死亡者は膨大な数になった。
なお、主力部隊を突出部の先端であるスターリングラードに密集させ、弱体なルーマニア軍に第6軍の両翼を守らせるという戦略の危険性については、第4歩兵軍団長ヴィクトル・フォン・シュベドラー大将がヒトラーに率直に進言したが、「敗北主義者」と罵倒されて10月に解任される。しかし、シュベドラーの危惧は約1ヵ月後に、ものの見事に的中する。
シュベドラー大将が枢軸軍側のアキレス腱と指摘したルーマニア第3軍の指揮官であるペトレ・ドゥミトレスク大将も、自分たちが直面している危険性を早い時期から認識しており、特にソ連軍によるドン川橋頭堡強化を何度も警告していた。しかしヒトラーがフェルディナント・ハイム中将の第48装甲軍団から予備兵力としてドイツ第22装甲師団をペラゾフスキーに回す決定を下したのは、ソ連軍の本格的反攻が始まる9日前の11月10日のことであった。
こうしたヒトラーの野暮な指示に基づくドイツ軍内の混乱が続く中、ソ連赤軍はスターリングラード防衛に集中し、ドイツ軍を釘付けにし、予備兵力の訓練と展開の時間を稼いだ。共産党中央からは、のちに首相となるゲオルギー・マレンコフ中央委員会書記やニキータ・フルシチョフ軍事会議委員らが派遣され、政治委員として督戦にあたった。また、ラヴレンチー・ベリヤが統括する内務人民委員部 (NKVD) は厭戦的な将兵の摘発や逃亡阻止に努めた。ソ連当局にスターリングラードで処刑された将兵は、1個師団を上回る1万3千人に達している。

### ソ連第62軍の抵抗

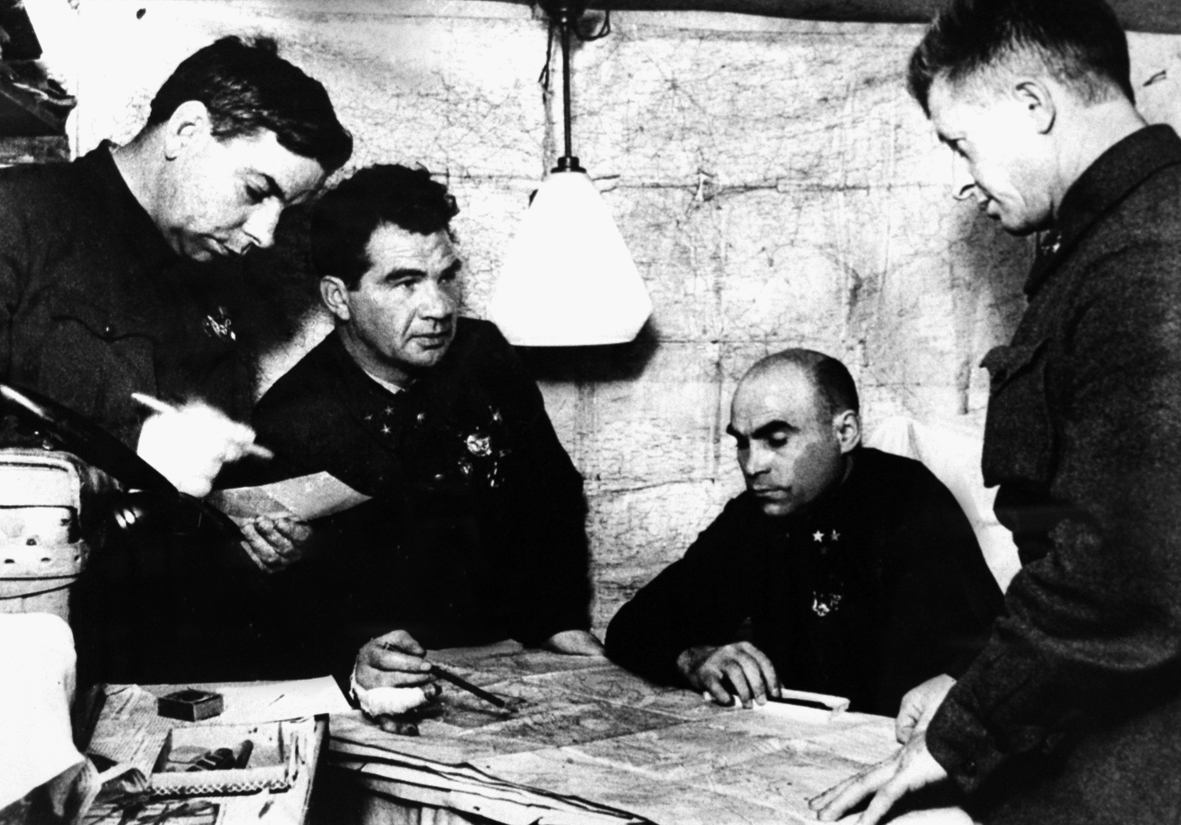
当時の第62軍司令部。左から第62軍参謀長ニコライ・クルイロフ、第62軍司令官ワシーリー・チュイコフ、軍事評議委員クジマ・グロフ、第13親衛狙撃師団司令官アレクサンドル・ロジムツェフ

ソ連軍第62軍はワシーリー・チュイコフ中将の指揮下で、徹底した持久戦、接近戦、および白兵戦を行った。経験を重ねた赤軍将兵は、自動小銃や拳銃、ナイフ、刃を入れたスコップなどを携えてドイツ兵に忍び寄り、執拗に近接戦を展開した。また、敵が潜む可能性のある部屋に手榴弾を投げ入れ、爆発直後に自動小銃を構えて突入し、粉じんの中を手当たり次第に乱射して制圧し、さらに次の部屋の制圧に向かうというチュイコフ中将が立てた戦術はドイツ軍将兵に心理的ストレスを与えた。こうした戦術は、戦後に多くの国の特殊部隊で採用されたほど制圧効果があった。
当時の街の様子を、ドイツ軍将校は次のように描写している。
- 9月14日 - フォン・ハルトマン中将のドイツ第71歩兵師団が市街南部の中央駅（第一停車場）を攻撃。以後、スペイン内戦におけるグアダラハラの戦いで活躍したアレクサンドル・ロジムツェフ少将の率いる第13親衛狙撃師団との間で、数日間15回も取りつ取られつの激戦となった。
- 9月16日 - コルフェス少将のドイツ第295歩兵師団が市街を見下ろす標高102メートルの丘ママエフ・クルガンを占拠するも、ゴリシュヌイ少将の第45狙撃師団との間で10月まで争奪が続く。頂上は両軍の砲弾が着弾して無人化し、冬になっても積雪しなかったといわれる。
- 9月18日 - 中央駅周辺が占拠され、ソ連第62軍は南北に分断される。チュイコフ中将はフェリー乗り場近くの地下壕から北部の工場地区にある石油備蓄施設の地下室に司令部を移した。しかし、市街南部を見下ろす巨大な穀物サイロには、第35親衛師団兵および北極海艦隊水兵からなる50名弱のソ連兵が籠城し、1個大隊のドイツ軍を引きつけて抵抗を続けた。
- 9月22日 - ドイツ軍は装甲師団の応援を得て、手こずったすえに穀物サイロのソ連兵を全滅させて「赤の広場」に進出した。これで、ソ連赤軍の補給拠点であるフェリー乗り場を機銃で射撃することが可能となった。その結果、市の中心である南部地区はほぼ制圧され、以後は北部の工場地区が攻防の焦点となる。しかし、4階建てのアパートを地雷と機銃を駆使して最後まで守り抜いた第42親衛連隊のヤコブ・パブロフ軍曹の一隊のような、後方に残存して抗戦する小部隊も少なくなかった[注釈 4]。

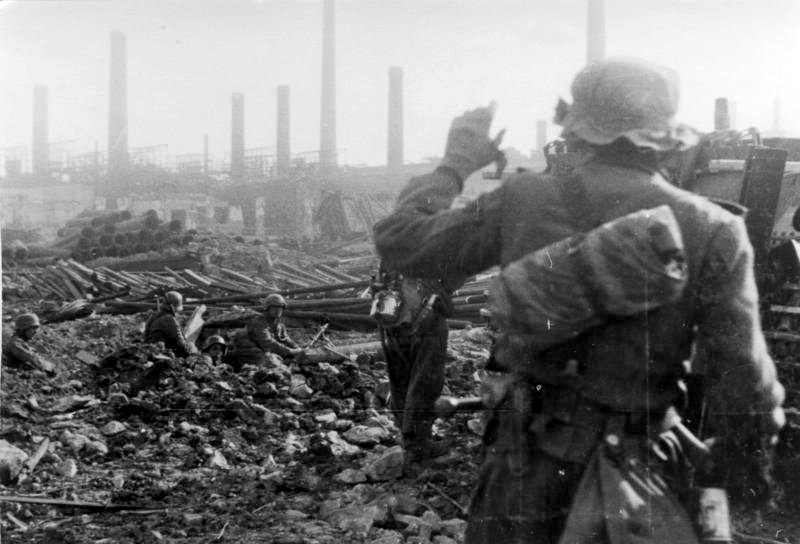
倒壊した工場プラントを塹壕代わりに待機するドイツ歩兵

- 9月27日 - レンスキー中将のドイツ軍第24装甲師団とマグヌス少将の第389歩兵師団を主力とする部隊が、市街戦中も戦車を作り続けていた、赤い10月製鉄工場への攻撃を開始する。ソ連軍もシベリアからの増援部隊を送りこみ抵抗した。
- 10月14日 - ドイツ軍第14装甲師団と3個歩兵師団が支援爆撃とともにトラクター工場に対する総攻撃を開始した。市街への攻撃開始以来最大の激戦となり、ジョルデフ少将の第37親衛狙撃師団を壊滅させてヴォルガ川に達したが、ドイツ軍も1日で3,000人近い戦死者を出した。ソ連軍を全滅させたドイツ軍部隊が河岸に到達するや、対岸のソ連軍は重砲やカチューシャロケット砲で集中砲火を浴びせたので、ドイツ兵の消耗も著しかった。
- 10月23日 - バリカドイ兵器工場のほとんどがドイツ軍の手に落ちる。前日には初雪が降ったが、市街の9割はドイツ軍の支配下となった。
- 10月27日 - 赤い10月製鉄工場にドイツ第79歩兵師団が突入。ソ連兵は火を落とした溶鉱炉などで食い止める。いまや第62軍は、工場の一郭に潜伏するか、ヴォルガ川に幅数百メートルで張り付いた帯状の陣地に立てこもる状態となった。しかし、ほとんど増援を得られない中で、将兵は頑強に抵抗した。ドイツ軍も補給に苦しみ、また空軍の支援も漸減し、冬を迎えつつある市街のわずか数パーセントをめぐり際限のない市街戦が続いた。
- 11月1日 - 第79歩兵師団による「赤い10月」工場奪還の失敗後、第6軍は最後の大規模な攻勢として、突撃工兵による特攻戦術 (Stoßtrupptaktik) を中核とした「フーベルトゥス作戦」を発動。目標は「バリケード」兵器工廠及び「ラズール」化学工場など工場群、さらに特徴的な周回線路から「テニスラケット」と呼ばれた操車場占拠であった。作戦は18日頃まで実施されたが、第6軍は大きな損害を被り、作戦は最終的には失敗に終わった。
- 11月8日 - ロシア革命25周年を記念して、この日にソ連軍が何らかの攻勢を仕掛けるだろうという懸念があったが何事もなく、ソ連の兵力も限界に近づいているとの楽観論がドイツ軍側に漂う。翌日、ヒトラーはスターリンの名を冠したスターリングラードを時間のいかんに関わらず必ず制圧し、ヴェルダンの二の舞にはしないとラジオで演説した。
- 11月11日 - 午前6時30分、ドイツ軍は7個師団で工場地区に残る第62軍の掃討を開始した。激烈な白兵戦が展開された末、「テニスラケット」は第62軍が何とか確保したが、ドイツ軍は赤い10月製鉄工場を突破して数百メートル幅でヴォルガ川に到達し、第62軍は三つに分断される。さらに浮氷がヴォルガ川に流れ出し、ただでさえ困難だった対岸からの補給を阻害した。しかし、市内のほとんどを確保したとはいえドイツ軍の消耗も激しく、日ごとに寒気が強くなる中で、戦線は再び膠着状態となってしまう。結局、これが第6軍にとって最後の総攻撃となった。一方、第62軍は今回も激しい爆撃を受けたが、彼らの頭上には爆弾に交じって鉄片や瓦礫、犂まで落とされた。これを見てチュイコフは、自らのみならず敵も限界に近づきつつあることを悟った。

## ソ連軍の大反攻

ソ連軍の反撃（灰矢印）と前線の推移 11月19日、ウラヌス作戦開始時点の前線（赤）、12月12日、冬の嵐作戦開始時点の前線（オレンジ）、この時点でスターリングラードのドイツ軍は孤立している。12月24日、第6軍救出断念の時点の前線（緑）

9月12日から13日にかけて、スターリンとソ連軍最高指揮官代理ゲオルギー・ジューコフ上級大将と参謀総長アレクサンドル・ヴァシレフスキー大将はスターリングラードを防衛するための方策について協議した。この結果、スターリングラード市から離れた地域を起点として反攻を開始し、第6軍を大規模に逆包囲するという方針が決定される。これは3人だけの極秘事項とされた。以上の方針に基づき、ウラヌス作戦（天王星作戦）の準備が開始される。作戦は2ヶ月かけて準備した後、100万人の将兵と戦車部隊の6割に当たる980両でスターリングラードの北西および南の側面に配置されていたルーマニア軍に向けて開始された。各部隊は無線の発信を厳禁され、作戦目的も数日前まで極秘とされた。こうした情報封鎖の下で、数週間前から第62軍への弾薬補給も理由なしに削減されており、限界に近い戦闘に直面しているチュイコフが苛立つほどだった。加えて、悪天候が続いたために航空偵察が妨げられたのでソ連軍の大反攻はドイツ軍の裏をかいた。ドイツ軍は、ソ連軍予備兵力の量を甘く見ていたうえ、第二次ルジェフ会戦を予知し、9月以来中央軍集団に威力偵察を加えてきた予備兵力も、モスクワに近いルジェフに充てられると判断していた。予想通りルジェフでもソ連赤軍は11月25日よりジューコフの直率による攻勢を開始し、待ち構えた中央軍集団によって損害を受けたが、それは中央軍集団の兵力を移動させないための対策に過ぎなかった。

### ウラヌス作戦
11月19日 （北部からの攻勢開始）

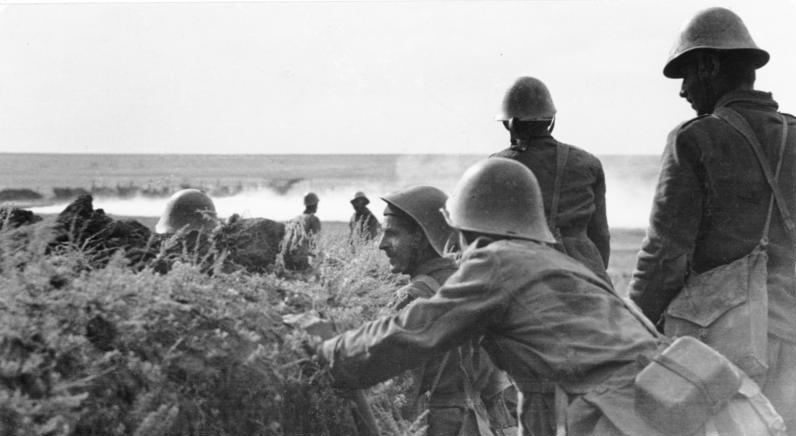
スターリングラードでのルーマニア兵

スターリングラードの北西地域で密かに編成を終えたニコライ・ヴァトゥーチン大将の南西方面軍および、コンスタンチン・ロコソフスキー中将のドン方面軍により、重砲3500門による猛砲撃が午前7時30分から80分間続けられたのち、ロマネンコ中将の第5戦車軍とチスチャコフ中将の第21軍が、ドン川に面したクレツカヤ＝ラスホピンスカヤ地区を守るドゥミトレスク大将のルーマニア第3軍を攻撃して包囲行動を開始した。ルーマニア兵は対戦車兵器がなく、戦車隊の攻撃を受け混乱状態に陥る。ルーマニア軍の後方には予備としてドイツ第22装甲師団が配置されていたが、大部分が旧式のチェコ製38(t)戦車だった上、燃料不足のため2ヵ月近くエンジンをかけずにワラを被せて待機するうちに、電極をネズミにかじられる問題が発生し、行動可能な戦車は20両余りに過ぎなかった。38(t)戦車より格段に高性能のT-34戦車200両からなる第5戦車軍はペスチャヌイ付近で第22装甲師団の反撃を退け、この日だけで吹雪の草原を50キロほど前進している。
11月20日 （南部からの攻勢開始）
翌20日にはスターリングラードの南側地域に集結していたアンドレイ・エリョーメンコ大将のスターリングラード方面軍が、シュミロフ中将の第64軍、トルファノフ中将の第57軍、トルブーヒン中将の第51軍による攻勢を開始し、コンスタンチネスク大将のルーマニア第4軍を突破した。唯一の強力な予備兵力で、長砲身のIV号戦車を装備したレイザー少将率いるドイツ第29自動車化師団は、第51軍に属する第13機械化師団に反撃して大損害を与える。しかし、パウルスが予備の兵力を追加しなかった上、他の地区のソ連赤軍は味方の損害をあえて無視して進撃の続行を優先したため、ドイツ軍の反撃の効果は局地的なものとなった。
11月21日
第6軍司令部はスターリングラードから60キロほど離れたドン川流域のゴルピンスキーに置かれていたが、冬営に備えて暖房や通信設備が整備されたニジネ・チルスカヤへの移転準備がちょうど進められていた。そうした折に、敵の戦車隊がゴルピンスキーにまで迫っているとの情報が入り、この日にパウルスは急遽ニジネ・チルスカヤまで移動した。しかし、ヒトラーに前線からの後退を逃亡だと責められ、やむなくスターリングラード郊外のグムラク飛行場付近へと再移動する。こうした司令部の頻繁な移動により、パウルス司令官の所在がたびたび不明になったことが第6軍の混乱に拍車をかける。さらに悪いことに、11月段階の第6軍は深刻な燃料不足に陥っており、後方に機動力のある予備部隊をほとんど配置していなかった。また、馬匹の多くも糧秣の関係で戦線から遠い後方地区に送られていた。このため、突破された作戦域でソ連の戦車隊や騎兵隊の快進撃を阻める部隊はなく、移動手段を失っていた多くの車両や重火器が有効な反撃に使用されることなく、無傷のまま遺棄された。一方、ドイツ側では、第6軍を援護する兵力を確保するために、ヴィテプスクにあったエーリッヒ・フォン・マンシュタイン元帥の第11軍司令部を再編してドン軍集団が設置された。マンシュタインは即日、幕僚と共に特別列車で出発する。
11月23日 （包囲の完了）
午前6時、ロディン少将のソ連第26戦車軍団は要衝であるドン川のカラチ大鉄橋を奇襲して奪回し、これにより両岸で戦車を動かすことが可能となった。さらに夕刻16時には、ソヴィエツキーで南西方面軍に属するアンドレイ・クラフチェンコ少将の第4戦車軍団とスターリングラード方面軍に属するワシーリー・ヴォリスキー少将の第4機械化軍団の戦車部隊が合流し、チル川方面との交通を遮断してドイツ第6軍に対する包囲環が完成する。包囲された枢軸軍の将兵は30万4000人に上った。ミハイ・ラスカル中将のもとで戦線に踏みとどまったルーマニア第5軍団もついに降伏し、5個師団が壊滅した。ようやく事態の深刻さに気づいた第6軍パウルス司令官は、燃料が6日分しかないとして、スターリングラードから全軍をニジネ・チルスカヤ方面に撤退させるようヒトラーに許可を求め、徹夜して返電を待った。
11月24日 （ヒトラーの対応）
ドイツ・バイエルン州のベルヒテスガーデンから東プロイセンのラステンブルクに専用列車で到着したヒトラーは、自署した命令書でパウルスの撤退要請を即座に却下し、戦線死守を厳命した。「第6軍を空から養う」とするヘルマン・ゲーリング国家元帥や、それに追従するハンス・イェションネク空軍参謀総長の主張もあり、空中補給による戦線維持は可能と彼は判断していた。7月26日深夜のハンブルク空襲以来、英米軍によるドイツ本土爆撃は激しさを増す一方、11月4日にロンメル元帥の軍がエルアラメインから撤退を開始し、11月8日には連合国軍がモロッコ・アルジェリアに上陸した結果（トーチ作戦）、アフリカの戦線は崩壊しつつあった。こうした折、スターリングラードから撤退することはヒトラーにとって政治的にも重大な損失と思われた。一方、この日に55歳の誕生日を迎えたマンシュタインは、ようやくB軍集団司令部のあるハリコフ東方のスタロビリエスクに到着する。出迎えたヴァイクス司令官がもたらした第6軍の状況は破滅的だった。ただし、マンシュタインも参謀のテオドーア・ブッセ大佐も、ソ連軍の消耗に期待し、まだ何とかなるだろうと楽観的に考えていた。
11月26日
マンシュタインとドン軍集団の幕僚は、帝制ロシア時代にドン・コサックの拠点が置かれたノヴォチェルカッスクの旧離宮にある第4装甲軍司令部に到着した。空路は悪天候で使えず、道路は貧弱で、鉄道はパルチザンの破壊工作による脅威に直面しており、レニングラード前面から5日がかりの鉄道移動となった。しかし、その間に包囲環はますます強化されていた。マンシュタインの手元には、クレツカヤ地区での包囲を免れたルーマニア兵などわずかな戦力しかなく、ルーマニア第3軍のヴァルター・ヴェンク参謀長が後方要員や軍属までかき集めてチル川をようやく維持し、主力となる第6装甲師団はフランスからの到着を待たなければならないという状況だった。それでも第6軍の将兵は、「守り通せ！ 総統が我々を救出する！」というスローガンを信じ、クリスマスまでには救出されるだろうと思っていた。ヒトラーはパウルスの忠誠心を確保するため、彼を上級大将に昇格させた。

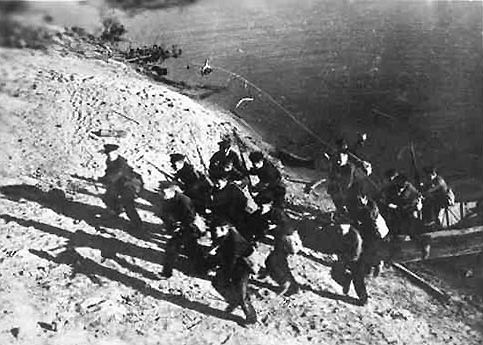
ヴォルガ川から上陸するソ連水兵

### 冬の嵐作戦
- 12月12日 - 予定より1週間ほど遅れてドン軍集団による包囲解除攻撃「冬の嵐作戦」がスターリングラード南西約130kmのコテルニコスキーを起点に開始され、戦車233両を集めたフリードリッヒ・キルヒナー大将のLVII装甲軍団を主力にアクサイ川を突破した。作戦二日目から、この時期には珍しく豪雨となり、硬い雪原は一転して泥濘と化した。しかし、第6装甲師団(エアハルト・ラウス少将)は、ベルフネクネスキー村付近の谷で反撃のため進んでいたソ連赤軍の戦車部隊を挟撃し、大損害を与えている。
- 12月16日 - ソ連側はドイツ軍のドン軍集団への対応として、ドン軍集団の後方へ進撃するマールイ・サトゥルン（小土星）作戦を決定する（サトゥルン（土星）作戦はコーカサスへの関門で交通の要衝のロストフの奪回を目的として計画されていたので、これの修正版を決定した）[12]。この決定により12月16日にスターリングラードの西方から南西方面軍（ヴァトゥーチン大将）およびヴォロネジ方面軍(ゴリコフ中将)が南に向けて進撃を開始した。再び吹雪となった平原を進撃したソ連赤軍第6軍と第1親衛軍はイタリア第8軍を撃破し、ドイツ軍の後方支援部隊や兵站基地を襲撃しながらドネツ川に向かって南下し、ドン軍集団の側面を牽制した。この結果、マンシュタインは第6軍救出を図りつつロストフを維持するため兵力を割るという、難しい局面に立たされる。この日、急激な気温の低下でヴォルガ川が完全に凍結し、スターリングラード市街の第62軍への補給が容易になり、補充兵や重火器が送られたが、冬季用の衣類や機材が欠乏したドイツ軍将兵からは凍傷患者が続出するようになった。
- 12月19日 - ソ連赤軍のマールイ・サトゥルン（小土星）作戦により西のチル川方面からの側面の圧迫が増しつつも、ドン軍集団は夜間には互いの照明弾が視認できる距離まで第6軍に近づいた。しかし、第6軍は一向に動こうとしなかった。しびれを切らしたマンシュタイン元帥は情報参謀アイスマン少佐を空路第6軍司令部に派遣し、救援に向かう「冬の嵐」（ヴィンター・ゲヴィッター）に呼応して包囲環の突破を図る「雷鳴」（ドンナー・シュラーク）作戦の実施を強く求めたが、ヒトラーの死守命令に忠実なパウルス司令官と、十分な補給があれば復活祭まで戦い続けられるとし、燃料の不足を言い立てて撤退に消極的な参謀長アルトゥール・シュミット少将に拒否される[注釈 6]。パウルスは心労から体調を崩し、第6軍の作戦指揮は実際にはシュミット参謀長が握っていた。第6軍が動かせる戦車は、わずか70両だった。
- 12月20日 - マンシュタインはパウルスに「雷鳴」実行を厳命したが、燃料不足で動けないと回答された。マンシュタインはさらにヒトラーに死守命令の変更を要請したが、パウルスの主張をヒトラーは追認し、変更を認めなかった。
- 12月23日 - マールイ・サトゥルン（小土星）作戦で南に進撃していたソ連赤軍第6軍に属するバダーノフ少将の第24戦車軍団がタツィンスカヤのドイツ空軍基地を襲撃した。ドイツ空軍の全輸送機の1割に当たる72機を戦車で破壊して飛行場を占領し、ただでさえ困難だったスターリングラードへの空中補給に打撃を与えた。一方、ドン軍集団は、一足先に拠点を確保したロディオン・マリノフスキー中将の指揮する総予備のソ連第2親衛軍に、第6軍の陣地まで約50キロのムイシコワ川で進撃を完全に阻まれた。さらに第6軍が「雷鳴」を実行しないため、マンシュタイン元帥は作戦を中止し、以後はコーカサスのA軍集団の退路をロストフで封鎖して南方軍集団全体を殲滅に追い込もうとするソ連軍のサトゥルン（土星）作戦の阻止に努める。A軍集団の撤退は12月27日にヒトラーが許可し、最終的には危ういところで成功するが、もはや第6軍の救援は絶望的となった。

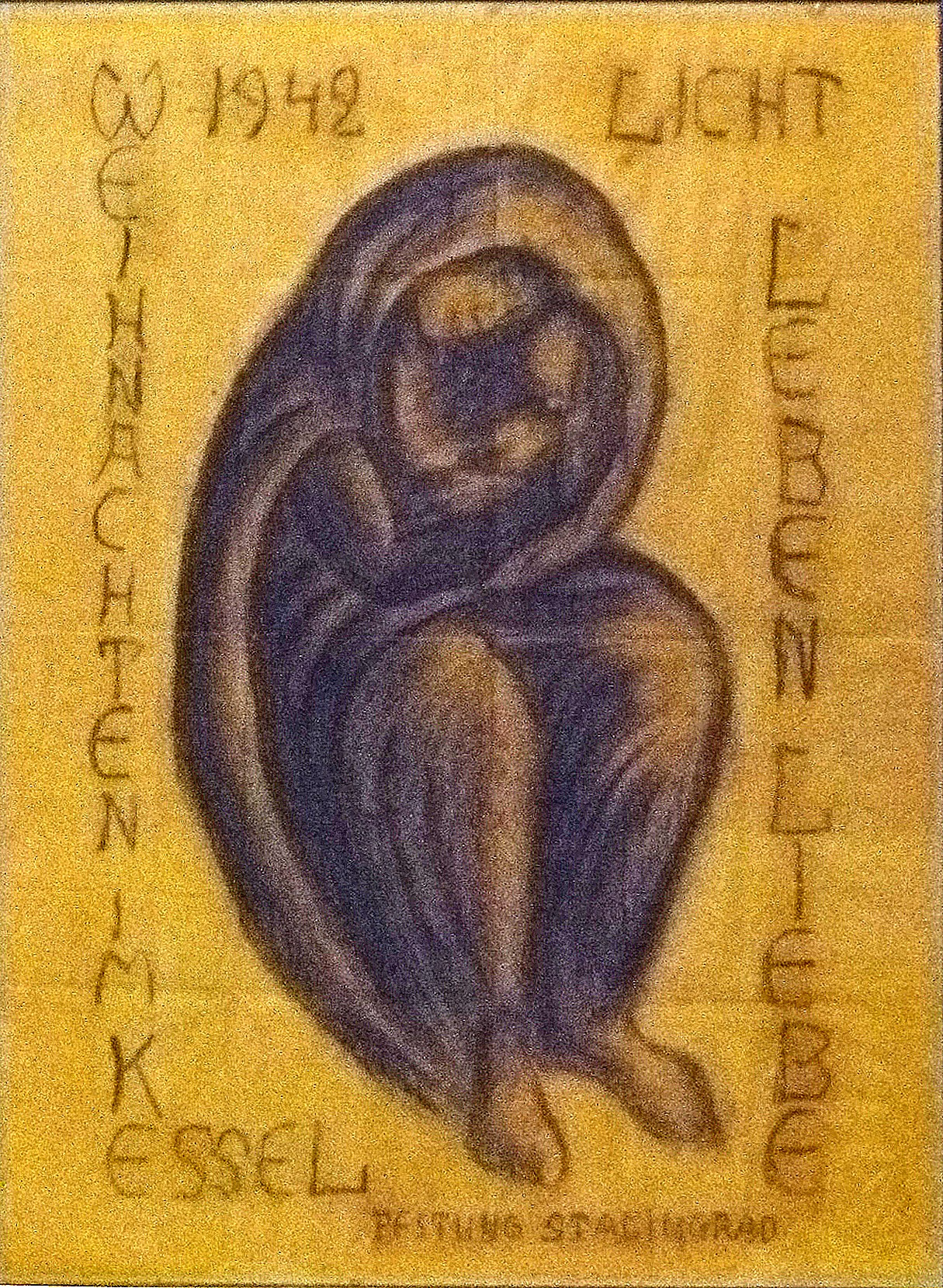
クルト・ロイバーによる「スターリングラードの聖母」

- 12月24日 - ドン軍集団の砲声や照明弾はしだいに遠ざかり、絶望的状況のなかで第6軍の将兵はささやかな補給品でクリスマス・イヴを迎えた。第16装甲師団の軍医中尉兼牧師でアルベルト・シュヴァイツァー博士の友人でもあったクルト・ロイバーは、ソ連軍から奪った地図の裏に木炭で聖母像を描き、『ヨハネの福音書』にある「光・命・愛」という言葉を書き添えた。疲れ果てて塹壕に戻った将兵たちは、妻子をしのび敬虔な祈りを捧げた。ロイバーは捕虜となった後、1944年1月にエラブガの収容所で病死し、多くの手紙を送った妻子の待つ自宅に帰ることはなかったが、彼の描いた聖母像は最後の手紙とともに息子に届き、戦後になって「スターリングラードの聖母」(「塹壕の聖母」とも呼ばれる）として、ベルリンのカイザー・ヴィルヘルム記念教会に飾られている。ドイツではスターリングラードから意気軒昂にメッセージを伝える将兵の声がラジオで放送され[注釈 7]、将兵らによる『きよしこの夜』の合唱の後、放送の最後にはバッハの『われらが神は堅き砦』（Ein feste Burg ist unser Gott）BWV80の第5曲コラール『悪魔が世に満ちて』（Und wenn die Welt voll Teufel wär）が流されたが[13]、それは実はベルリンのスタジオで録音されたものであった。一方、ソ連側はドイツ軍にむけ「スターリングラードでは7秒に一人ドイツ兵が死んでいる」と一日中ラジオで宣伝した。

### 第6軍の降伏

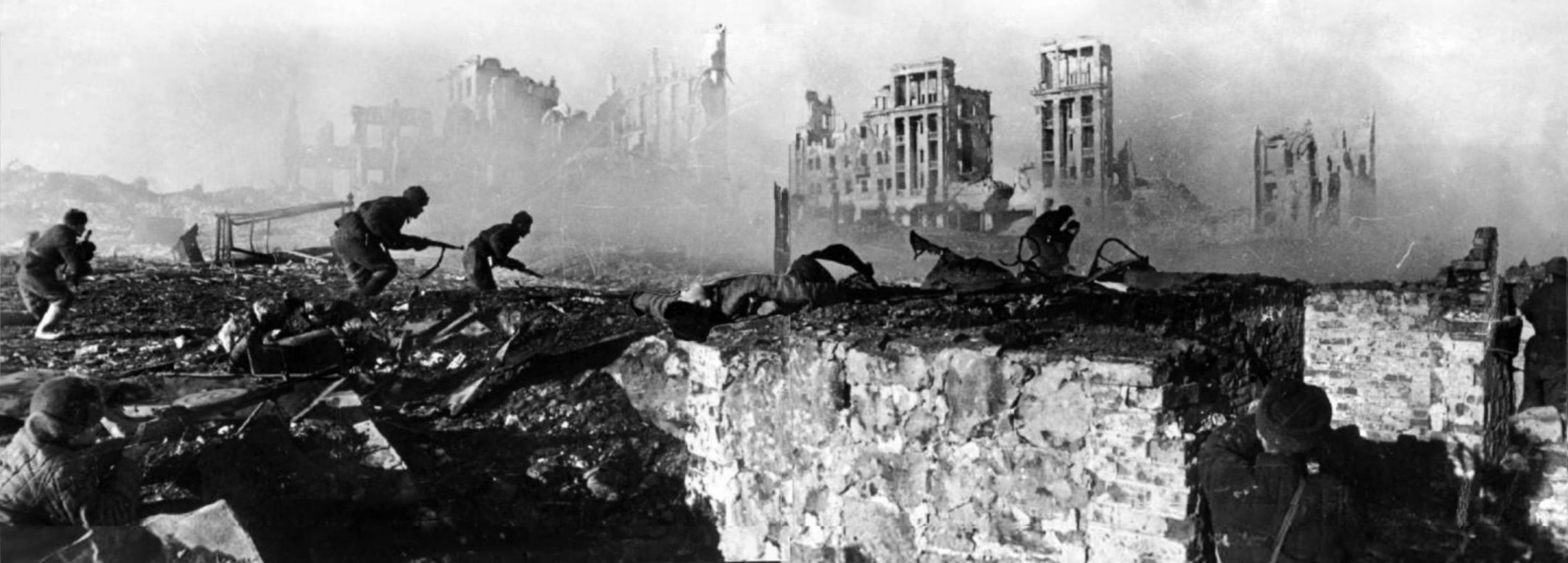
突入するソ連兵（1943年）

- 1943年1月8日 - スターリングラードの戦いを決着させ、すみやかにサトゥルン作戦に移行すべく、ソ連赤軍大本営代表のヴォロノフ砲兵大将とドン方面軍のロコソフスキー司令官が、ドイツ第6軍に幹部の帯剣を認めた「名誉ある降伏」を勧告。パウルス司令官は軍使との接触すら拒否する。
- 1月10日 - ソ連赤軍はドイツ第6軍をスターリングラード市内に圧縮するコリツォー（「鉄環」）作戦を開始。7個軍で西方より進撃して包囲環の縮小を図る。作戦の主導権は、攻防戦開始以来の方面軍司令官だったエリョーメンコではなく、ジューコフに抜擢されたロコソフスキーが握った。彼は赤軍大粛清の際にNKVDに逮捕された経験を持つが、新しい世代の有用性をスターリンもようやく認めるようになった。
- 1月16日 - ソ連赤軍がピトムニク飛行場を占領。ドイツ軍の保持している地域は1400平方キロから650平方キロに縮小した。ただし、ソ連赤軍の損失も甚大で、数日間進撃が停止される。この日、ドイツ政府は第6軍が包囲されていることを国民に初めて公表した。
- 1月20日 - ヒトラーが必要な人材と認めた第14装甲軍団司令官フーベ中将など装甲軍の幹部や、重傷を負った第4歩兵軍団長のエルヴィン・イェーネッケ工兵大将、一部の技術者や職人からなる有技兵が、最後の救出機でグムラクから脱出した。最終的に空路で脱出した兵士の数は2万5千人だった[14]。一方、軍医は全員残され、2万人の傷病兵が積み残された。彼らはスターリングラード市街に徒歩で戻ったが、動けない者は病院ごとソ連兵に焼き払われるか、極寒の雪原に放置された。
- 1月21日 - ソ連赤軍がグムラク飛行場を占領。第6軍への補給はもちろん、ジャーナリストなど民間人や傷病者の脱出も全く不可能となる。
- 1月22日 - ソ連赤軍が最終攻勢を開始。第6軍は市内の防衛線に追い込まれる。零下35度という厳寒の廃墟や雪原で、ドイツ軍将兵は戦死、さもなければ凍死か餓死、あるいは自決に迫られた。ヒトラーはパウルス以下が「英雄叙事詩」のごとく全員戦死することを切望し、正規軍としての降伏を許さなかった。
- 1月26日 - ロジムツェフ少将の第13親衛狙撃師団が、ドン方面軍に属するチスチャーコフ中将の第21軍とママエフ・クルガンで合流し、第62軍は5ヵ月ぶりにドイツ軍の包囲から解放される。自らチーズとなり、ドイツ軍を篭に引き込むというチュイコフ中将の作戦は成功した。一方、ドイツ第6軍は南北に分断される。この頃から、第6軍の幹部たちの間にも絶望的雰囲気が漂い出した[注釈 8]。

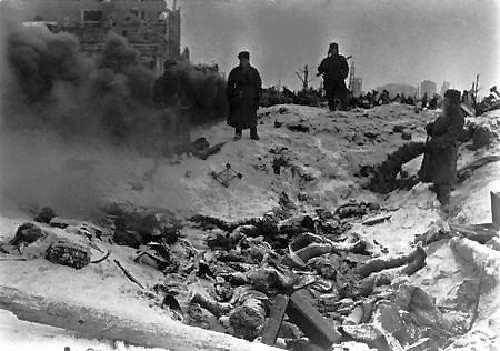
市街に転がる兵士の遺体

- 1月30日 - ナチス政権発足10周年の記念日に、ヒトラーはパウルスを元帥に昇格させる。ドイツ陸軍史上、降伏した元帥はいないという史実でパウルスにプレッシャーをかけた。また、ゲーリング国家元帥は、第6軍をペルシア戦争の際にテルモピュライの戦いで全滅したレオニダス1世のスパルタ軍になぞらえた演説をラジオで流したが、伝説的な玉砕を要望された第6軍の将兵は冷たく受け止めた。
- 1月31日 - パウルス司令官とシュミット参謀長以下の幕僚がウニヴェルマーク・デパートの地下室に置かれた司令部を出て、ソ連第64軍司令官シュミロフ中将に降伏する。第6軍全体の降伏ではなく、司令部のみの投降という手段でヒトラーの厳命に応じた。このため、第6軍の各部隊は師団単位で個別に降伏する。シュミロフ中将は、バルバロッサ作戦の立案に参画したパウルス元帥ほどの大物が投降するとは思っておらず、司令部に案内されてきたパウルスに身分証明書の提示を求めたほどだった。パウルスは長期間のストレスのため悄然としていたが、シュミロフが軍人に対する礼儀と名誉を尊重する姿勢を示すとしだいに上機嫌になり、グラスにウォッカが注がれると「我々を打ち負かしたソ連赤軍および諸君に」と乾杯の音頭を取ったという。
- 2月2日 - トラクター工場を中心に抵抗を続けていたカール・シュトレッカー将軍の第11軍団が投降し、ドイツ第6軍の抗戦は終わった。ソ連赤軍は勝利宣言を行い、ここにスターリングラード攻防戦は終結する。モスクワではクレムリンから祝砲が轟いたが、ドイツではラジオが「彼らは死んだ。ドイツが生きていくために」と第6軍の将兵が全員戦死したと報じ、ベートーヴェンの交響曲第5番『運命』を放送した。ゲッベルスは3日間の服喪を発表する[注釈 9]。

## 死傷者数
ドイツ軍および枢軸軍の死傷者は約85万人、ソ連赤軍は約120万人とされている。全体で7万近くのソ連軍捕虜が対独協力者（ヒヴィ）として第6軍に動員されたが、生存者はほとんどいなかったとされる。戦前には60万を数えたスターリングラードの住民は、攻防戦が終結した時点でわずか9796名に激減していた。ヴォルガ対岸に疎開したり、ドイツ軍によって後方に運ばれた人々も少なくなかったが、少なくとも20万人程度の民間人が死亡したと見られている。

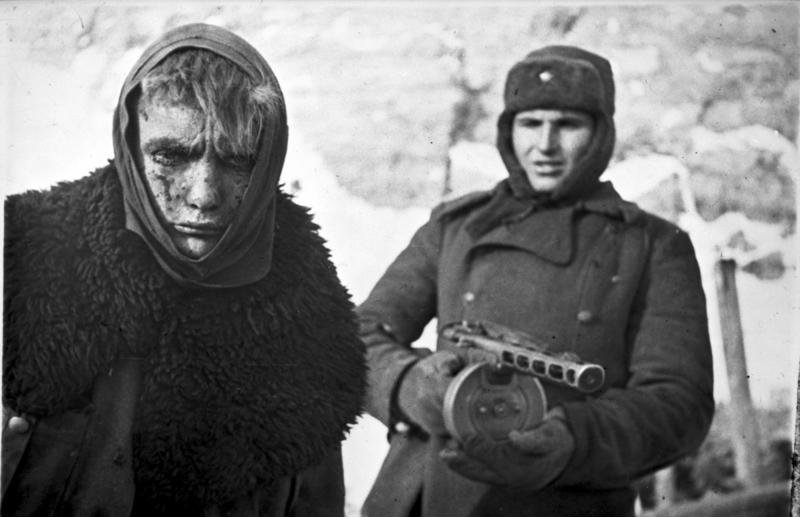
赤軍兵に連行されるドイツ兵

## 捕虜
包囲されたドイツ第6軍と枢軸国軍の将兵30万余りのうち、2万5,000人の傷病兵などが空軍によって救出されたが、パウルス元帥と24人の将軍を含む、生き残りの9万6000人が降伏した。捕虜の運命は過酷で、ベケトフカの仮収容所まで雪道を徒歩で移動する際に落伍した将兵は、そのまま見捨てられ凍死するかソ連兵に殺害された。ソ連軍は自軍に支給される食料の半分を捕虜に回したものの全員には行き届かず、さらに仮収容所で発疹チフスが大流行し、数週間のうちに約5万人が死亡した。
生存者はその後、中央アジアやシベリアの収容所に送られるが、ここでも過酷な労働で多くの者が命を落とし、戦後に生きて祖国へ帰国できたのは僅か6,000人であった。捕虜となった将校の中にはザイトリッツのように、「ドイツ将校同盟」の議長として反ヒトラー宣伝に積極的に協力する人物もいた。

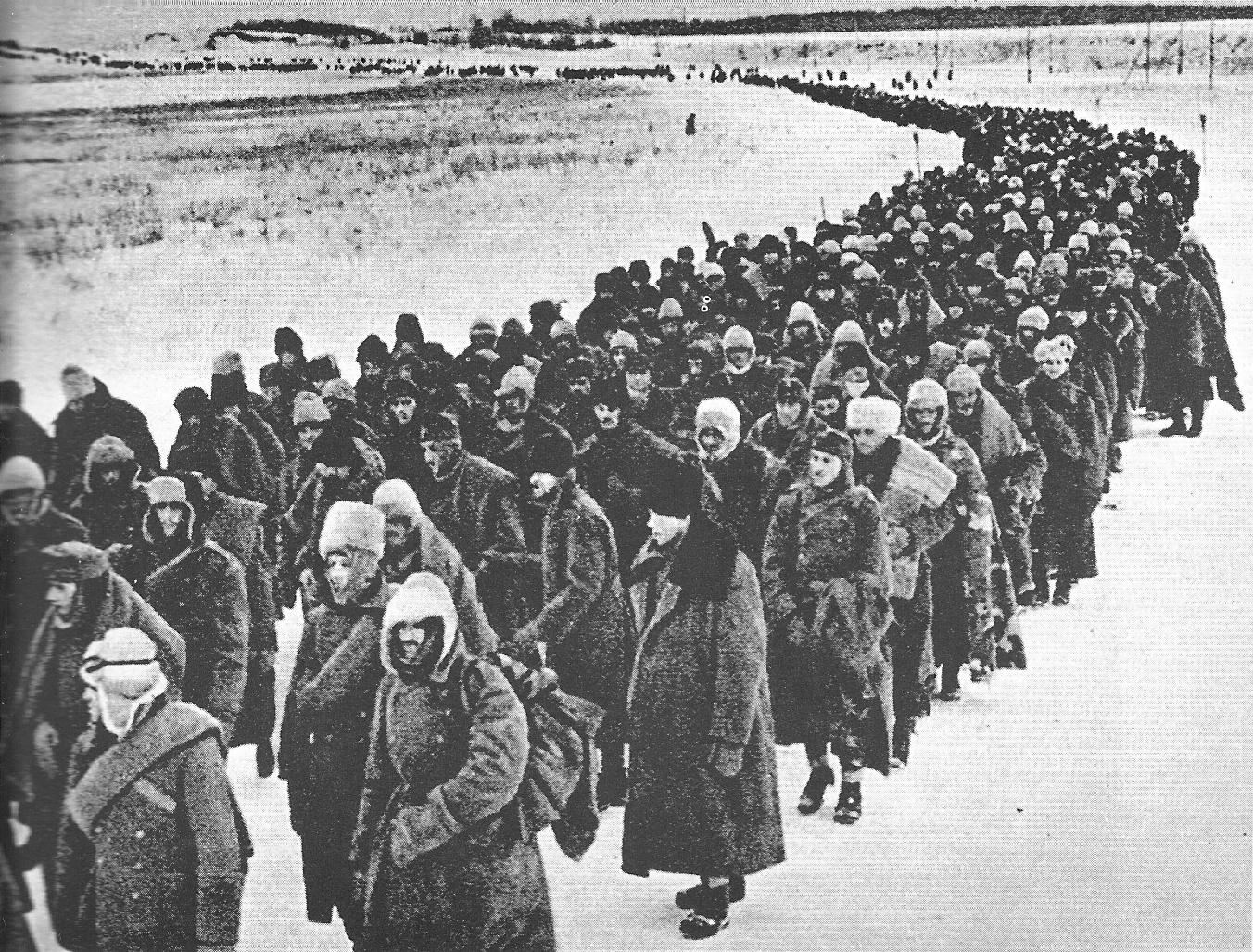
捕虜となり強制収容所まで歩かされるドイツ兵たち。

## スターリングラード攻防戦の影響
コーカサス地方の制圧を目指した第1装甲軍などはソ連軍の抵抗と補給難からテレク河で前進が止まっていたが、ソ連軍のドン川西岸進出により、退路を断たれて壊滅する危険が生じた。しかし、マンシュタイン元帥の指揮に加え、スターリングラード包囲網にソ連赤軍が釘付けとなったため、ソ連赤軍のサトゥルン作戦開始は遅れた。ロストフをソ連軍が奪回したのは、第6軍降伏からわずか12日後の2月14日だった。この間に、クライスト上級大将の第1装甲軍などは、クバン橋頭堡を除いて、ミウス河まで撤退することができ、東部戦線南翼の崩壊という事態をなんとか逃れることができた。

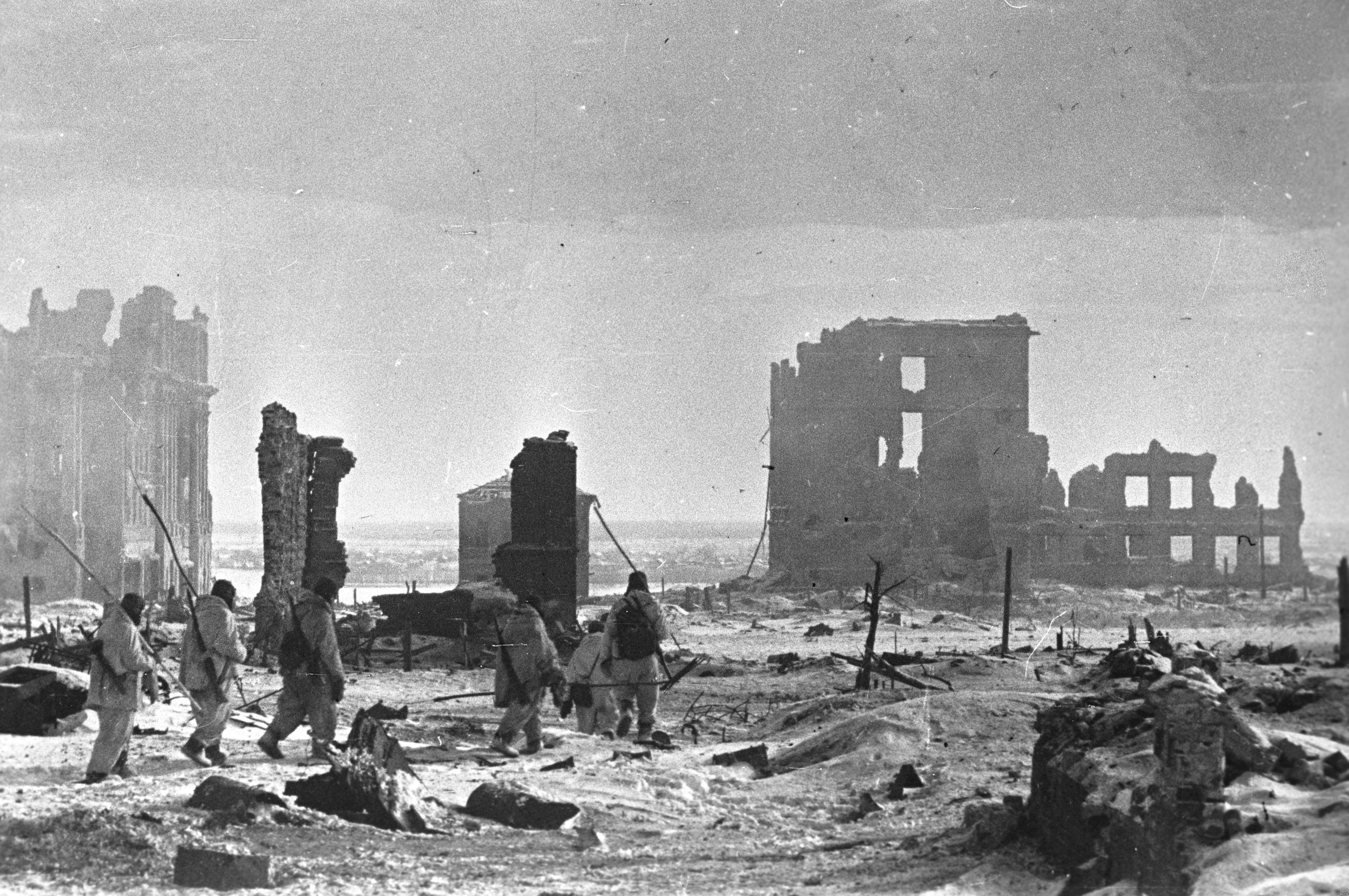
終結後の市街中心部

ドイツ軍は第6軍のすべてと第4装甲軍の主力が包囲殲滅されるという敗北に終わった。戦傷を含めるとスターリングラード攻防戦を通じての人的損害は、ドイツ陸軍総兵力の4分の1に当たる150万人におよび、3500両の戦車・突撃砲、3000機の航空機が失われた。コーカサス地方からの撤収に成功したクライスト上級大将の第1装甲軍も膨大な重火器と車両を遺棄しており、ドイツにとっては数ヶ月分の生産量に相当する損失となった。
1941年開戦時における戦線全域における攻勢の失敗、1942年における地域限定の攻勢の失敗、これらはドイツ陸軍にとって戦闘能力についての限界を示す重大な事柄であった。
また、工業生産能力の限界からこれ以降、ドイツ軍は東部戦線において広い正面で攻勢をかけられる兵力を持つことができなくなり、決定的勝利を得るための攻勢を起こす機会は二度と得られなかった。ドイツ陸軍の次の夏季攻勢は、バルコンと呼ばれるような極めて狭い地域を巡る戦いになっている。もはやドイツ軍が開戦前に持っていた優位性は失われていた。
枢軸同盟国は、ルーマニア第4軍とイタリア第8軍がほぼ全滅、ルーマニア第3軍とハンガリー第2軍が部隊の大半を失うなど甚大な損失を出した。特にイタリアは北アフリカ戦線で劣勢になっており、ドイツからの離反を図ったガレアッツォ・チャーノ外相が更迭されるなどムッソリーニ政権に大きな動揺がみられた。くわえて親枢軸国であったトルコとスペインがドイツ側に立って参戦する可能性が完全に失われたため、軍事的のみならず政治的、外交的にもドイツの受けた打撃は甚大だった。

## 顕彰
1942年12月22日、ソビエト連邦最高会議幹部会はスターリングラード、レニングラード、オデッサ、セヴァストポリの防衛を記念したメダルの発行を決定した。1945年5月1日にこれらの都市にはソ連軍最高司令官であるスターリンから英雄都市の称号が与えられ、1965年5月8日に正式な国家称号となった。
スターリングラードにはロシア内戦におけるツァリーツィンの戦いを記念した戦争博物館が存在していた。攻防戦の際にはこの博物館は疎開していたが、1943年にツァリーツィン・スターリングラード防衛博物館として再建された。現在では広大な敷地面積を持つスターリングラード攻防戦野外博物館となっており、激戦地となったママエフ・クルガンにある巨大な「母なる祖国像」をはじめとする記念碑群もその一部である。
市内にはパヴロフの家やスターリングラード防衛戦記念碑などの顕彰建造物が残る。スターリングラードはスターリン批判後にヴォルゴグラードと改名されたが、2000年以降のウラジーミル・プーチン政権下では「大祖国戦争」の顕彰が活発になっており、ヴォルゴグラードをスターリングラードに戻そうという運動がある。2025年4月29日にはロシア連邦大統領令によってヴォルゴグラード国際空港の愛称としてスターリングラード国際空港が付加された。
国外ではフランスのパリのメトロにあったオーベルヴィリエ＝ブルヴァール・ド・ラ・ヴィレット駅が、1946年2月10日にスターリングラード駅と改名されている。

## スターリングラードとドイツ空軍
緒戦の段階では、ドイツ空軍は第4航空艦隊がメッサーシュミット Bf109戦闘機によってソ連空軍戦闘機を一掃し、スターリングラードの制空権を掌握した上で、陸空協調という戦略の下銃爆撃をソ連軍陣地やヴォルガ川を渡る船舶に加え打撃を与えていたが、陸軍同様に次第に消耗していった。

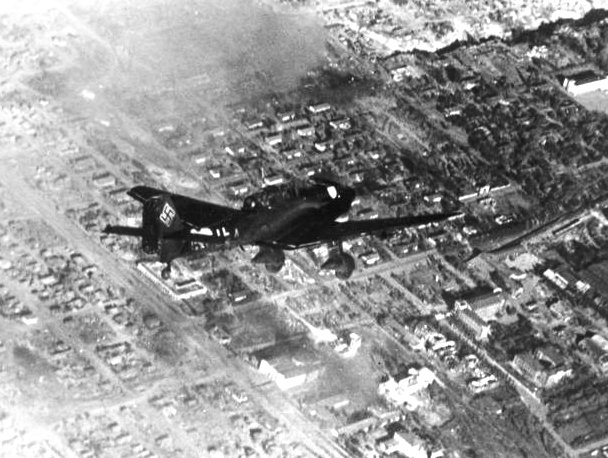
市街上空を飛ぶドイツ軍の急降下爆撃機「スツーカ」

包囲されたドイツ軍の脱出をヒトラーが認めなかった背景の一つには、前述のように空軍総司令官のヘルマン・ゲーリング国家元帥が空輸による食料、弾薬、燃料、および兵員の補給が十分に可能であると主張したことが挙げられる。これは、同年春におけるデミャンスク包囲戦の際、包囲された10万のドイツ軍が、輸送機による補給で72日間耐え抜いた末、軽微な損害で脱出に成功したという先例が、楽観論の根拠となっていたからである。しかし、戦地の状況はデミャンスク包囲戦より深刻だった。厳冬期という気象的条件、そして要求される物量もデミャンスクより過酷な条件であるにも関わらず、スターリングラードへの航空補給をゲーリングが軽々に請け負ったことは、大きな代償を負うこととなる。包囲されてしまった味方部隊の総数すら把握できない状況とはいえ、デミャンスクと比較して大規模であることは確実だった。しかし、全体的に輸送機が不足していた上に悪天候と気温の低下が続き、航空機の離着陸を大きく妨げていた。さらに、デミャンスク包囲戦の場合と違って強力な予備兵力が後方に存在しない上、敵軍の兵力は大規模だった。開戦当初こそ数多くの撃墜数をドイツ空軍に献上したソ連空軍だったが、戦闘機操縦士は次第に空中戦の技量を上げてきており、スターリングラード周辺でも、Bf 109にも劣らない性能を持つYak-1を駆使するセルゲイ・ルジェーンコ空軍大将の第16航空軍による邀撃が激しくなってきた。その中には、ドイツ空軍将兵から「スターリングラードの白い薔薇」と注目されたリディア・リトヴァクのような女性操縦士も含まれていた。ドイツ戦闘機の消耗とともに、低速力で軽武装のJu 52輸送機は、ソ連軍戦闘機にとって格好の攻撃対象となっていく。さらに地上では、包囲環外周に1平方キロあたり100門の高射砲という対空陣地が待ち受け、多くの輸送機が撃墜された。
第6軍は1日700トン、最低でも300トンの補給を求めたが、平均到着量は110トン前後に過ぎず、純粋な部隊維持用の補給も一度としてなされることはなかった。これにより、機械化されていないドイツ軍が多数保持しなければならなかった馬匹は飼料欠乏により維持不能となり、同時に馬を食料にせざるを得ないという結果がもたらされた。併せて、撤退時にはすべての重砲や砲弾、車両を放棄することを意味していた。また、タツィンスカヤ、モロゾフスカヤといった飛行場も次々にソ連軍に占領され、輸送機の飛行距離は増大していった。ピトムニクとグムラクの着陸地が奪われた後は、第6軍の維持は落下傘による補給品投下に頼らざるを得なかった。このような方法によって十分な量の補給は困難であり、さらに投下された補給品の多くは、ドイツ兵がたどりつく前にソ連兵に回収された。
ヒトラーから直接総統命令を受けたことで無謀な任務を負わされ、現地で空輸作戦を統括したエアハルト・ミルヒ元帥は、ゲーリングの無知と怠慢に憤った。さらに、実現困難な命令に反発した空軍兵によるサボタージュすら発生した。最終的には、この空中補給作戦を遂行するために488機もの輸送機と1000人を越える操縦士が失われた。多くの輸送機を喪失したことは結果として更なる輸送力の低下につながることとなり、戦線を拡大しすぎたドイツ国防軍にとって大きな痛手となった。特に、Ju 52は飛行学校の訓練機としても用いられていた上に飛行学校の教官が操縦士を担っていたため、これらを多数失ったことは、ドイツ空軍が弱体化する要因の一つとなる。そして、「第6軍を養う」という約束を実行できなかったゲーリングの威信も、英米軍によるドイツ本土爆撃の本格化とあいまって損なわれ、ナチス党率いるドイツ政府No.2という地位を実質的に失うことになる。しかしながら、権限を持ったままのゲーリングの存在は空軍の統帥をますます混乱させることになるのである。

## 枢軸軍の編成

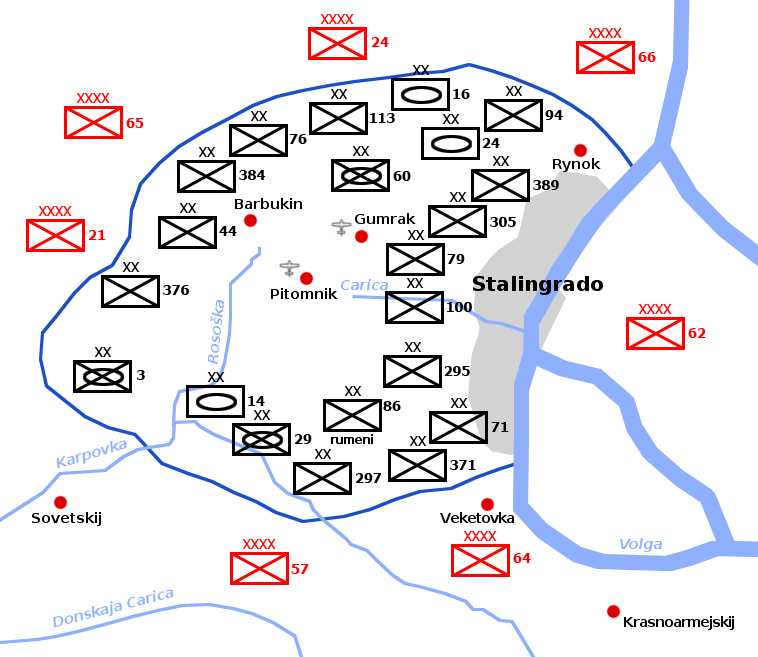
ウラヌス作戦発動後の独ソ両軍の状況

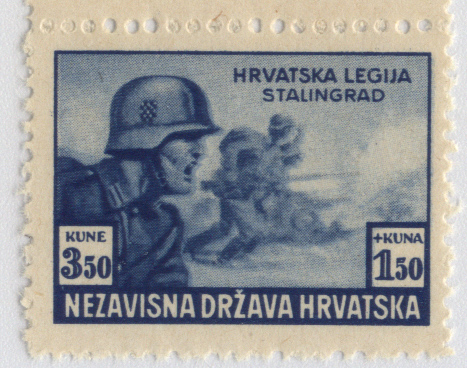
スターリングラードで戦うクロアチア独立国第369強歩兵連隊を描いた切手

- 参考文献[19]

### ドイツ軍
第6軍（6. Armee）
司令官フリードリヒ・パウルス上級大将
参謀長アルトゥール・シュミット中将
- 第IV軍団（IV. Armeekorps） ― エルヴィン・イェーネッケ工兵大将
1月17日よりマックス・プフェッファー（de）砲兵大将
  -  第29（自動車化）歩兵師団（29. Infanterie-Division (mot.)） – ハンス・ゲオルク＝ライザー（de）少将
  -  第297歩兵師団（297. Infanterie-Division） – マックス・プフェッファー砲兵大将
1月16日以降 – モーリッツ・フォン・ドレッバー（de）少将
  -  第371歩兵師団（371. Infanterie-Division） – リヒャルト・シュテンペル中将

- 第VIII軍団（VIII. Armeekorps） – ヴァルター・ハイッツ砲兵大将（1943年1月より上級大将）
  -  第76歩兵師団（76. Infanterie-Division） – カール・ローデンブルク（de）中将
  -  第113歩兵師団（113. Infanterie-Division） – ハンス＝ハインリッヒ・ジークト・フォン・アーミン（de）中将

- 第XI軍団（XI. Armeekorps） – カール・シュトレッカー（英語版）歩兵大将
  -  第44歩兵師団（44. Infanterie-Division） – ハインリッヒ＝アントン・デーヴォイ（de）中将
  -  第376歩兵師団（376. Infanterie-Division） – アレクサンダー・エドラー・フォン・ダニエルス中将
  -  第384歩兵師団（384. Infanterie-Division） – エッカート・フライヒャー・フォン・ガブレンツ（de）中将
1月16日よりハンス・デール少将

- 第XIV装甲軍団（XIV. Panzerkorps） –  ハンス＝ヴァレンティーン・フーベ装甲兵大将
1月17日よりヘルムート・シュレーマー（de）中将
  -  第3（自動車化）歩兵師団（3. Infanterie-Division (mot.)） – ヘルムート・シュレーマー少将
1月18日よりヨープスト・フライヘーア・フォン・ハンシュタイン大佐
  -  第60（自動車化）歩兵師団（60. Infanterie-Division (mot.)） – ハンス＝アドルフ・フォン・アーレンストルフ少将
  -  第16装甲師団（16. Panzer-Division） – ギュンター・アンゲルン（de）中将

- 第LI軍団（LI. Armeekorps） – ヴァルター・フォン・ザイトリッツ＝クルツバッハ砲兵大将
  -  第71歩兵師団（71. Infanterie-Division） –  アレクサンダー・フォン・ハルトマン（de）中将
1月25日よりフリッツ・ロシケー少将
  -  第79歩兵師団（79. Infanterie-Division） –  リヒャルト・グラーフ・フォン・シュヴェーリン中将
  -  第94歩兵師団（94. Infanterie-Division） –  ゲオルク・プファイファー（de）中将
  -  第100猟兵師団（100. Jäger-Division） – ヴェルナー・ザンネ（de）中将
  -  第295歩兵師団（295. Infanterie-Division） –  オットー・コルフェス少将
  -  第305歩兵師団（305. Infanterie-Division） – ベルンハルト・シュタインメッツ中将
  -  第389歩兵師団（389. Infanterie-Division） –  エーリッヒ・マクヌス少将
1月19日よりマルティン・ラッツマン少将
  -  第14装甲師団（14. Panzer-Division） – マルティン・ラッツマン少将
  -  第24装甲師団（24. Panzer-Division） – アルノ・フォン・レンスキー（de）少将

- ドイツ空軍（Luftwaffe）
  - 第9高射砲師団（9. Flak-Division） – ヴォルフガング・ピッケルト（de）少将
  -  第3戦闘航空団『ウーデット』（Jagdgeschwader 3 „Udet“） – ヴォルフ＝ディートリッヒ・ヴィルケ大佐

### ルーマニア王国軍
- 第3軍（Armata a 3-a Română） – ペトレ・ドゥミトレスク陸軍大将
  - 第Ⅰ軍団（Corpul I Armată） – 
    - 第7歩兵師団（Diviziei 7 Infanterie.）
    - 第11歩兵師団（Diviziei 11 Infanterie.）

  - 第II軍団（Corpul II Armată） – ニコラエ・ダスカレスク中将
    - 第9歩兵師団（Diviziei 9 Infanterie.）
    - 第14歩兵師団（Diviziei 14 Infanterie.）
    - 第7騎兵師団（Diviziei a 1-a Cavalerie.）

  - 第Ⅳ軍団（Corpul II Armată）
    - 第1騎兵師団（Diviziei a 1 Cavalerie.）
    - 第13歩兵師団（Diviziei 13 Infanterie.）
    - 第15歩兵師団（Diviziei 15 Infanterie.）

  - 第Ⅴ軍団（Corpul Ⅴ Armată）
    - 第5歩兵師団（Diviziei 5 Infanterie.）
    - 第6歩兵師団（Diviziei 6 Infanterie.）

  - 予備部隊
    - 第1装甲師団
    - 混成砲兵連隊
- 第4軍（Armata a 4-a Română）
  - 第Ⅵ軍団（Corpul Ⅵ Armată）
    - 第1歩兵師団（Diviziei 1 Infanterie.）
    - 第2歩兵師団（Diviziei 2 Infanterie.）
    - 第18歩兵師団（Diviziei 18 Infanterie.）
    - 第20歩兵師団（Diviziei 20 Infanterie.）

  - 第Ⅶ軍団（Corpul Ⅶ Armată）
    - 第4歩兵師団（Diviziei 4 Infanterie.）
    - 第5騎兵師団（Diviziei a 5 Cavalerie.）
    - 第8騎兵師団（Diviziei a 8 Cavalerie.）

### クロアチア独立国軍
- 第369強歩兵連隊（369. pojačana pješačka pukovnija）

## スターリングラード攻防戦を題材とした諸作品
- 書籍 ノンフィクション
  - コロミーエツ,マキシム（研究書）：『ドン河の戦い：スターリングラードへの血路はいかにして開かれたか』、大日本絵画、2004年
  - アントニー・ビーヴァー：『スターリングラード 運命の攻囲戦 1942-43』、堀たほ子訳、朝日文庫、2005年 ISBN 4-02-261477-3
  - アントニー・ビーヴァー：『赤軍記者グロースマン 独ソ戦取材ノート1941-45』、川上洸訳、白水社、2007年
  - バム、ペーター：『目に見えぬ旗：ある従軍外科医の記録』、桜井 正寅訳、南江堂、1961年
  - ヴィルヘルム・アダム（第6軍副官の回顧録）：Der schwere Entschluß, Verlag der Nation, Berlin, 1965
  - ジュークス、ジェフリー (Pictorials) ：『スタリングラード：ヒトラー 野望に崩る』、サンケイ新聞出版局、1971年
- 書籍 フィクション
  - Plievier, Theodor （記録小説）：『死のスターリングラード』、角川書店、1952年
  - デイヴィッド・L・ロビンズ：（スターリングラード 市街戦のソ連軍狙撃兵を題材の小説）：『鼠たちの戦争（全2巻）』、新潮社、2001年
  - ハインツ・G・コンザリク：『第6軍の心臓：1942-1943年スターリングラード地下野戦病院』、フジ出版社、1984年
  - 高橋慶史：『ラスト・オブ・カンプフグルッペ』、2001年第I部第5章、第II部第1章
  - 逢坂冬馬：『同志少女よ、敵を撃て』　早川書房、2021年
  - 速水螺旋人：『スターリングラードの凶賊』　白泉社、2023年
- 映画
  - ゲツァ・フォン・ラドヴァニ（ドイツ語版）監督（西ドイツ映画）：『スターリングラードからの医者（英語版）』、1958年
  - フランク・ヴィスパー（英語版）監督（西ドイツ映画）：『壮烈第六軍!最後の戦線』、1959年
  - ニキータ・クリーヒン（ロシア語版）+レオニード・メナケル（ロシア語版）監督（ソ連映画）：『鬼戦車T-34』、1964年
  - ヴィットリオ・デ・シーカ監督（イタリア・ソ連合作映画）：『ひまわり』、1970年
  - ガブリール・エギアザーロフ（ロシア語版）監督（ソ連映画）：『白銀の戦場 スターリングラード大攻防戦』、1972年
  - セルゲイ・ボンダルチュク監督（ソ連映画）：『祖国のために』、1975年
  - ヨゼフ・フィルスマイアー（英語版）監督（独米合作映画）：『スターリングラード』、1993年
  - ジャン＝ジャック・アノー監督（アメリカ映画、ウィリアム・クレイグ(著作家）（英語版）の著作を原作とする）：『スターリングラード』、2001年
  - フョードル・ボンダルチューク監督（ロシア映画）：『スターリングラード 史上最大の市街戦』、2013年
  - セルゲイ・ポポフ監督（ロシア映画）：『スターリングラード大進撃 ヒトラーの蒼き野望（ロシア語版）』、2015年
- ラジオドラマ
  - 押井守：『押井守シアター ケルベロス鋼鉄の猟犬』、2006年 - 2007年
- ゲーム：
  - 『Call of Duty』
  - 『メダル・オブ・オナー ヨーロッパ強襲』
  - ゲームジャーナルNo.19 『スターリングラード強襲』（ボードゲーム）
  - ゲームジャーナルNo.47 『激闘！スターリングラード電撃戦』（ボードゲーム）
  - 『レッド・オーケストラ2：ヒーローズ オブ スターリングラード（英語版）』
- 音楽：
  - アクセプト：アルバム『スターリングラード』（2012年）に収録された表題曲。